# Marius Constantin
Marius Marcel Constantin (ur. 25 października 1984 w Braszowie) – piłkarz rumuński grający na pozycji prawego lub środkowego obrońcy. Od 2018 roku jest piłkarzem klubu Gaz Metan Mediaș.

## Kariera klubowa
Karierę piłkarską Constantin rozpoczął w klubie Postăvarul Brașov. Następnie trenował w takich klubach jak Amco Ghimbav, FC Ghimbav i FC Brașov. W 2002 roku awansował do kadry pierwszego zespołu FC Brașov. 8 marca 2003 roku zadebiutował w nim w pierwszej lidze rumuńskiej w wygranym 2:0 domowym meczu z FC Argeș Pitești. W zespole z Braszowa grał do końca sezonu 2003/2004.
W 2004 roku Constantin odszedł z Braszowa do Rapidu Bukareszt. W Rapidzie stał się podstawowym zawodnikiem. W 2006 roku wywalczył z Rapidem Puchar Rumunii i wicemistrzostwo tego kraju. Z kolei w 2007 roku sięgnął po kolejny puchar kraju, a także po Superpuchar Rumunii.
Latem 2011 roku Constantin przeszedł do FC Vaslui. Wywalczył z nim wicemistrzostwo Rumunii w 2012 roku, a następnie wrócił do Rapidu. W sezonie 2013/2014 ponownie grał w FC Brașov, a latem 2014 przeszedł do ASA Târgu Mureș. W 2025 roku był z niego wypożyczony do chińskiego Jiangsu Sainty, z którym zdobył Puchar Chin. W 2017 grał w klubie Viitorul Konstanca, a w 2018 trafił do Gaz Metan Mediaș.
| Sezon   | Klub               | Kraj    | Rozgrywki    | Mecze | Bramki |
| ------- | ------------------ | ------- | ------------ | ----- | ------ |
| 2002/03 | FC Brașov          | Rumunia | Divizia A    | 13    | 1      |
| 2003/04 | FC Brașov          | Rumunia | Divizia A    | 20    | 0      |
| 2004/05 | Rapid Bukareszt    | Rumunia | Divizia A    | 19    | 0      |
| 2005/06 | Rapid Bukareszt    | Rumunia | Divizia A    | 26    | 0      |
| 2006/07 | Rapid Bukareszt    | Rumunia | Liga I       | 26    | 0      |
| 2007/08 | Rapid Bukareszt    | Rumunia | Liga I       | 30    | 0      |
| 2008/09 | Rapid Bukareszt    | Rumunia | Liga I       | 19    | 0      |
| 2009/10 | Rapid Bukareszt    | Rumunia | Liga I       | 22    | 1      |
| 2010/11 | Rapid Bukareszt    | Rumunia | Liga I       | 17    | 2      |
| 2011/12 | FC Vaslui          | Rumunia | Liga I       | 15    | 1      |
| 2012/13 | Rapid Bukareszt    | Rumunia | Liga I       | 3     | 0      |
| 2013/14 | FC Brașov          | Rumunia | Liga I       | 5     | 0      |
| 2014/15 | ASA Târgu Mureș    | Rumunia | Liga I       | 26    | 1      |
| 2015    | Jiangsu Sainty     | Chiny   | Super League | 7     | 0      |
| 2015/16 | ASA Târgu Mureș    | Rumunia | Liga I       | 9     | 0      |
| 2016/17 | ASA Târgu Mureș    | Rumunia | Liga I       | 24    | 1      |
| 2017/18 | Viitorul Konstanca | Rumunia | Liga I       | 5     | 0      |
| 2017/18 | Gaz Metan Mediaș   | Rumunia | Liga I       |       |        |

## Kariera reprezentacyjna
W swojej karierze Constantin występował w reprezentacji Rumunii U-21. W dorosłej reprezentacji zadebiutował 27 maja 2004 roku w przegranym 0:1 towarzyskim meczu z Irlandią.
| Mecze i gole w reprezentacji | Mecze i gole w reprezentacji | Mecze i gole w reprezentacji | Mecze i gole w reprezentacji | Mecze i gole w reprezentacji | Mecze i gole w reprezentacji | Mecze i gole w reprezentacji |
| #                            | Data                         | Stadion                      | Rywal                        | Wynik                        | Gol                          | Rozgrywki                    |
| 2004                         | 2004                         | 2004                         | 2004                         | 2004                         | 2004                         | 2004                         |
| ---------------------------- | ---------------------------- | ---------------------------- | ---------------------------- | ---------------------------- | ---------------------------- | ---------------------------- |
| 1.                           | 27.05.2004                   | Dublin, Irlandia             | Irlandia                     | 0:1                          | 0                            | towarzyski                   |
| 2007                         |                              |                              |                              |                              |                              |                              |
| 2.                           | 12.09.2007                   | Kolonia, Niemcy              | Niemcy                       | 1:3                          | 0                            | towarzyski                   |
| 3.                           | 21.11.2007                   | Bukareszt, Rumunia           | Albania                      | 6:1                          | 0                            | el. ME 2008                  |
| 2009                         |                              |                              |                              |                              |                              |                              |
| 4.                           | 12.08.2009                   | Budapeszt, Węgry             | Węgry                        | 1:0                          | 0                            | towarzyski                   |